# Le Chevalier blanc
Le Chevalier blanc ist ein frankobelgischer Comic von Liliane und Fred Funcken.

## Handlung
Jehan de Dardemont erfährt nach der Rückkehr von einem Kreuzzug, dass sein eigener verstorbener Vater der geheimnisvolle weiße Ritter war, der die Rechte der Unterdrückten verteidigte. Er legt nun selbst die weiße Rüstung an und führt den Kampf seines Vaters mit Hilfe seines treuen Begleiters Taillefer fort.

## Hintergrund
Liliane und Fred Funcken schrieben und zeichneten die Ritterreihe. Die Idee zur ersten Episode stammte von Raymond Macherot. Für den Text der letzten Geschichte war Didier Convard verantwortlich. Die Serie erschien zwischen 1953 und 1963 in der belgischen und von 1953 bis 1987 in der französischen Ausgabe von Tintin. In Super Tintin kam es 1984 zu einem Neustart. Die Albenausgabe, die Le Lombard 1956 begann, wurde 1979 von Chlorophylle und 1994 von Hélyode fortgesetzt.

## Geschichten
- Le Chevalier blanc (1953–1954)
- Le Nectar magique (1954)
- Le Trésor de Nezzour-Pacha (1954–1955)
- L’Usurpateur (1955–1956)
- L’Ombre du glaive (1958)
- Sans pitié (1960)
- L’Agresseur inconnu (1960)
- Échec au roi (1960–1961)
- Le Signe fatal (1961)
- Le Serment de l’archer (1963)
- L’Héritier de la horde d’or (1984–1986)
- Le Trésor des Cathares (1986–1987)